# Малинов, Николай
Николай Симеонов Малинов (род. 12 сентября 1968, София, Болгария) — болгарский политический деятель, депутат в 40-м и 42-м Народном собрании Болгарии, лидер партии Возрождение отечества. На парламентских выборах октября 2022 года партия получила 0,26% (6533 голосов).

## Биография
Николай Малинов родился 12 сентября 1968 в Софии. Получил высшее образование в Киевском государственном университете по специальности «История». С октября 2008 по апрель 2015 года был издателем партийного печатного органа Болгарской социалистической партии (БСП) — газеты «Дума» и болгарское издание газеты «Монд дипломатик», как приложение к газете «Дума». Также издает теоретический политический журнал «Новое время» (болг. Ново време), основанный в 1897 году Димитром Благоевым. Представитель в Болгарии российских телевизионных каналов «Первый канал. Всемирная сеть», «ТВ Центр», «Охота и рыбалка», «Дом кино», «Время», «Музыка», «Карусель», «Телекафе» и др.
С ноября 2009 по июнь 2015 года Малинов был членом Национального совета (Болгарская социалистическая партия); с июня 2012 по ноябрь 2014 года — председателем Комиссии по политическим коммуникациям и медийной политике при НС БСП; с мая 2012 по ноябрь 2014 года — зампредседателя исполнительного бюро городского совета БСП — София, с ноября 2009 по июнь 2012 года — членом Исполнительного бюро НС БСП.
В 2009 году короткое время был депутатом парламентской группы «Коалиция за Болгарию» (основной участник — БСП) в 40-м НС Болгарии. В 2013 году был избран депутатом в 42-е НС с 26,61 % голосов в 25-м многомандатном избирательном районе «София-3».
18 марта 2014 года, в передаче «Референдум» Болгарского национального телевидения, которая была посвящена обсуждению болгарской позиции относительно Евромайдана, Николай Малинов поддержал российскую аннексию Крыма, заявив:
Я хочу поздравить всех православных славян в мире с победой в Третьей Крымской войне и хочу напомнить, что после Крымской [войны - бел. пер.] приходит черед Балкан по южным путям. Я думаю, что мы можем себя поздравить, по крайней мере, русофилы за этим столом.
9 мая 2014 вместе с другими членами НД «Русофилы», депутатами Болгарской социалистической партии и официальными представителями России в Болгарии, Николай Малинов праздновал День Победы перед памятником Советской армии в Софии, с георгиевской ленточкой на лацкане. В своей официальной речи он заявил:
Многие спорят о Советской армии. Один говорит, что она — освободитель, а другие, что она — завоеватель. Я не знаю, кто прав, но я уверен в одном: Советская армия — победитель! С этого памятника нас приветствует с дружелюбно поднятым автоматом советский солдат — победитель.
В июне 2015 года Малинов покинул Болгарскую социалистическую партию из-за её недостаточно прокремлёвской политики

Своим колеблющимся и часто противоречивым отношением к таким проектам, как "Белене" и "Южный поток", БСП отвернулась от болгарских интересов и обслужила чужие геополитические стратегии. Поведение руководства БСП в отношении нынешнего конфликта между ЕС и США, с одной стороны, и Россией, с другой, является жалким с точки зрения моих убеждений. Недопустимо, чтобы БСП признавала и сотрудничала с властью, пришедшей с переворотом в Украине, в которой неофашистские настроения очевидны.

В сентябре 2019 года был арестован и обвинён в шпионаже в интересах России. Осенью 2021 года начался суд над ним: согласно обвинению, он выполнял различные задания, которые давались ему бывшим генералом КГБ и СВР Леонидом Решетниковым и близким Кремлю предпринимателем Константином Малофеевым, он передавал им сведения, представляющие собой государственную тайну с целью «оказать влияние на политику Болгарии в отношении России и стран Запада».
Подозревается в закулисных связях с Бойко Борисовым.
Избран председателем международного движения русофилов в марте 2023 года.

## Санкции
10 февраля 2023 года Николай Малинов был внесён в санкционный список США и Великобритании за «широкое участие в коррупционной деятельности в Болгарии» и подкуп судьи. По данным Минфина США, в октябре 2019 года Малинов «был арестован и обвинен в шпионаже в пользу России, ему запретили международные поездки, Малинов подкупил болгарского судью, чтобы тот разрешил ему поездку в Россию для получения медали Дружбы от Владимира Путина, которая сопровождалась наградой в 2,5 миллиона российских рублей».
Одновременно, в санкционные списки была внесена политическая партия «Русофилы за возрождение Отечества», организация «Русофилы» и иные организации как связанные с Малиновым.

## Взгляды
Малинов известен пророссийской позицией, так он поддержал аннексию Россией Крыма, выступал против членства Болгарии в ЕС и НАТО, высказывался за отмену санкций против России.

## Награды
- Орден Дружбы (13 мая 2019 года, Россия) — за заслуги в укреплении дружбы и сотрудничества между народами, плодотворную деятельность по сближению и взаимообогащению культур наций и народностей[17][18].
- Медаль Пушкина (9 сентября 2011 года, Россия) — за большой вклад в сохранение памятных знаков русской воинской славы на территории Республики Болгарии[4][19].
- Почётный диплом фонда «Русский мир» (2023 год)[20].